# チョンロ
チョンロ（朝：천러、英：Chenle、2001年11月22日 - ）は大韓民国で活動している中華人民共和国上海市出身の歌手。男性アイドルグループNCTのメンバー。SMエンタテインメント所属。本名は钟辰乐（ジョン・チェンラー、しょう しんがく、繁：鍾辰樂、朝：종진락、英：Zhong Chen-le）。2016年8月、青少年ユニットNCT DREAMでデビュー。2023年2月、日本デビュー。ニックネームはロロ、会長。さそり座。

## 中国での活動
2001年11月22日、中華人民共和国上海市で生まれる。
2006年、上海小熒星芸校に入学した。
2008年、上海小熒星芸術団に入団した。

### 2009年
上海広播電視台の子供向けチャンネル「哈哈少儿」のオーディション『音悦精霊声楽賽季選抜賽』に参加し、準優勝と活力精霊獎を受賞した。
7月、浙江の「第5回中国・嵊泗贻貝文化節（ムール貝フェスティバル）」にてテーマ曲の「贻貝娃娃」を演唱した。
9月、中国中央電視台の携帯電話フェスティバルにて、「我和你」を披露。

### 2010年
1月、子供向けテレビチャンネル「哈哈少儿」の春節スペシャル『虎虎生威楽哈哈春節晚会』に出演。ファーストアルバム『Tomorrow』を発表。
上海万博のオープニングセレモニーに出演し、オーストリアパビリオンではアニメ吹替を担当した。
7月、上海東方電視台の『第1回中国达人秀』に参加し、「Memory」を披露した。
8月6日、第7回全国中華青少年英才推選活動に参加し、声楽小学生の部で金賞を獲得した。
10月1日、家族とともに上海娯楽頻道のバラエティ番組『家庭演播室』に出演。

### 2011年
1月、オーストリア・中国文化交流協会が主催する中国とオーストリアの外交関係樹立40周年イベントに出席するために訪墺し、ウィーン楽友協会で「Memory」を演唱した。なお、チョンロはウィーン楽友協会で公演したことのある歌手の中で最年少である。
4月、上海福山外国語フェスティバルでオーストリア文化週間のオープニングセレモニーに招待され、「Memory」と「You Raise Me Up」を披露した。
6月1日、上海児童芸術劇場の馬蘭花劇場で開催された音楽劇「成長的快楽」に主役で出演。
6月16日、第2回聶耳音楽会で国歌を斉唱した。
7月、セカンドアルバム『我的翅膀』を発表。
7月28日、上海音楽庁で開催された盛大遊戯の新製品発表会に出席した。
7月31日、上海国際児童芸術祭開幕式に出演した。
8月4日、上海国際児童芸術祭の閉幕式に出演した。

### 2012年
1月、アニメ映画「喜羊羊与灰太狼之開心闖龍年」の公開を記念して作成された「喜羊羊春節童謡」の北京語版と上海語版に参加。
1月27日、遼寧広播電視台のテレビ番組『天才童声』に出演し、「Memory」を演唱。
3月30日、湖南衛視のテレビ番組『天声一隊』に出演し、「Memory」、「Tell Me Why」、「天空之城」、「忐忑」を披露。
11月、映画「怪獣通緝令」主題曲「不要怕」を発表。
12月31日、中国中央電視台のテレビ番組『星光璀璨新春国際児童音楽会』にて李澤維、柳博とともに「You Raise Me Up」を演唱した。

### 2013年
5月、李澤維、柳博、Teressaと共に中国中央電視台のテレビ番組『超級童声』の審査員を務めた。
6月8日、湖南衛視の番組『中国新声代』に参加。「One Voice」を披露した。
7月16日、『中国新声代』で「Amazing Grace」、「蜗牛」を披露。

### 2014年
2月12日、上海でソロコンサート「乐有你在」を開催。
8月、アルゼンチンのブエノスアイレスで行われた国際児童音楽祭に、ピアニストのエセキエル・エルキンの招待で出席し、エルキンが書き下ろした「El romance del dragón（The Dragon’s Romance）」を披露した。
10月、コンサートアルバム『乐有你在』を発表。

### 2015年
5月、中華文化大楽園の一員として韓国を訪問。5月6日より、日本を訪問した。
10月、「第一回中国・ニュージーランド青年フォーラム」のナイトコンサートに出演した。

## 韓国での活動

### NCT DREAMデビュー（2016年 - ）

#### 2016年

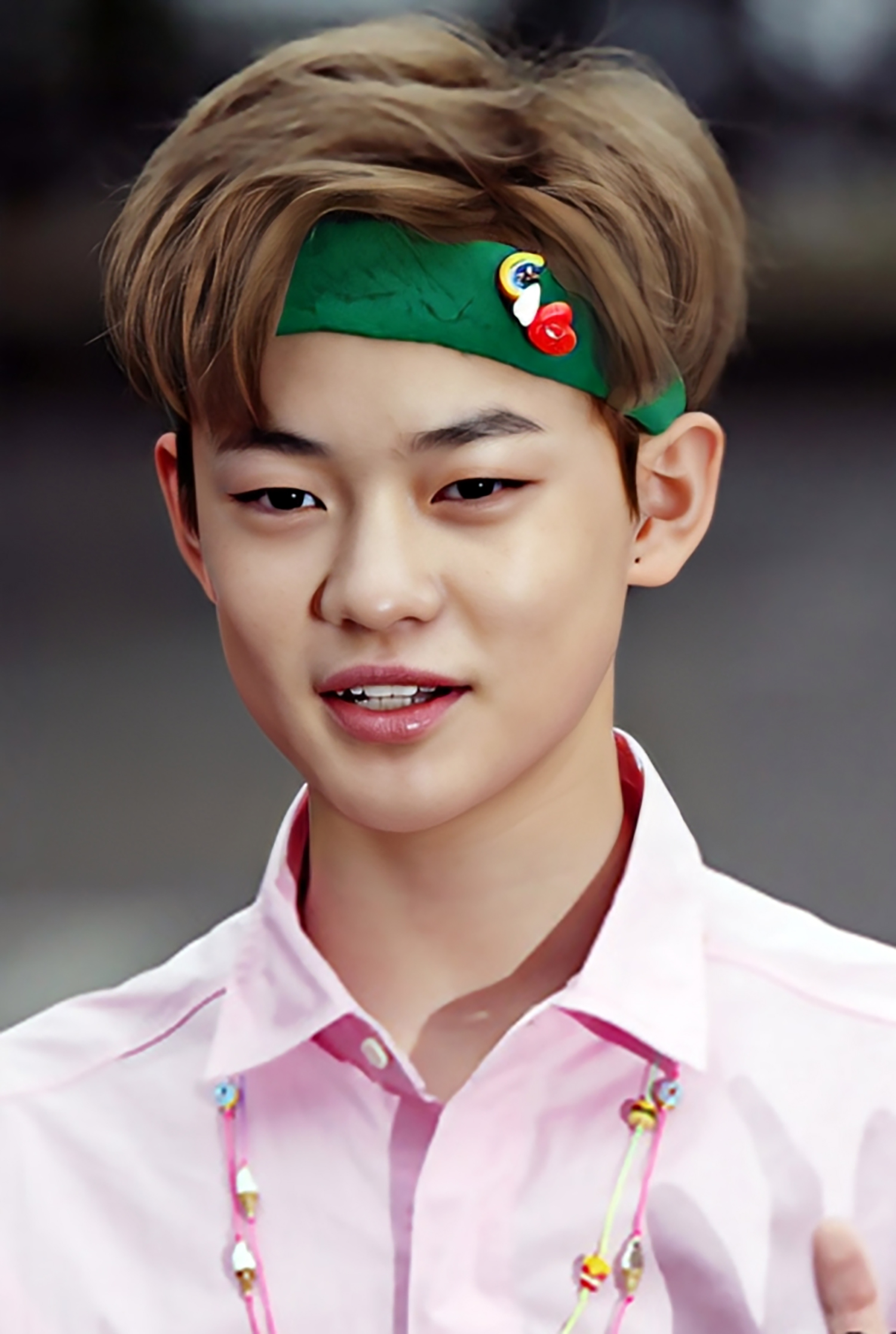
2016年8月、『ミュージックバンク』公開収録にて

韓国の芸能事務所、SMエンタテインメントからのスカウトを受ける。連絡を受けた際、チョンロと母親はSMエンタテインメントの名前を知らなかったためすぐに断った。その後、父親が再び電話して契約することになった。
8月19日、SMエンタテインメントに入社して4ヶ月後、韓国の男性アイドルグループNCTの青少年ユニットNCT DREAMのデビューメンバーとして公開された。
8月25日、デビューユニットNCT DREAMのメンバーとしてMnet『M COUNTDOWN』でデビュー曲「Chewing Gum」を披露し、韓国正式デビュー。

#### 2017年
5月23日より、CJグループと韓国文化産業交流財団による「優しい韓流官民協力プロジェクト」に参加し、ロンジュンと中国の南京を訪問、子供たちとK-POPを通じた文化交流を行った。
北京市現代音楽学校に入学した。

#### 2018年
5月29日、KBS 2TV『一晩だけ寝かせて』に出演。上海の自宅を公開した。
12月13日、SM STATIONシーズン3を通じて公開されたアニメ『トロール』の劇中歌「Best Day Ever」に参加。
12月より、YouTubeチャンネル「NCT DAILY」にチソンとの冠企画「チョンジのあれこれ」を公開。

#### 2019年
4月16日、JTBCのバラエティ『アイドルルーム』の「ハロー外国人アイドル」特集に出演。
10月9日より、中国瀋陽市のウォーターパーク、欧亜菲温泉水世界の広告モデルにNCTのメンバーであるロンジュンとともに就任した。

#### 2020年
1月22日、所属ユニットNCT DREAMが日本公演記念アルバム『THE DREAM』を発売。
5月20日、ロンジュンと共作の北京市現代音楽学校の卒業制作作品「新的开始」を発表。同校を卒業した。
5月27日、新浪微博のアカウントを開設した。
10月1日放送、MBC『アイドルeスポーツ選手権大会』のサバイバルシューティングゲーム個人戦で金メダルを獲得した。
10月12日より、TBS eFMのラジオ番組『乐动首尔』のレギュラーDJを務めた。
10月19日、NCT Uとして参加した「From Home」のミュージックビデオが公開された。

#### 2021年
2月24日、フィーチャリングで参加したIMLAY「Too Good」が公開された。
12月27日発売、ウィンターアルバム『2021 Winter SMTOWN : SMCU EXPRESS』の収録曲「Snow Dream 2021」に参加した。

#### 2022年
12月26日発売、SMTOWNのウィンターアルバム『2022 Winter SMTOWN : SMCU PALACE』の収録曲「Where You Are」に参加した。

#### 2023年
2月8日、所属ユニットNCT DREAMが日本デビューシングル『Best Friend Ever』を発売した。
9月26日、中国・北京で開催された「微博音楽盛典（Weibo Music Awards）」 で「年度推荐人气艺人荣誉」を受賞した。
12月6日、「NCT LAB」よりNCT Uとして参加した「Marine Turtle」が公開された。

#### 2024年
1月11日、NCT Uとして参加した「NCT ZONE」サウンドトラック「Do It (Let's Play)」が公開された。
6月、参加した中国ドラマ『墨雨云间』の劇中歌「活下去爱下去（Live and Love）」が公開された。

#### 2025年
4月11日、中国のミルクティー・チェーン店「Chagee」のブランド・フレンドに選任された。
5月5日、スペシャル・ミニアルバム『Lucid』をリリース。

## 人物

### 家族・ニックネーム
身長175.7cm。頭の重さは5.1kg。頭囲は58cm。血液型はO型。年の離れた兄がいる。甥がいる。辰乐という名前は「朝の音」という意味。幼い頃は射撃やビリヤード、上海の自宅ではゴルフを楽しんだという。子供の頃の夢は兵士、科学者、警察、数学者。子供の頃から歌うことが好きで、7歳の時にアルバムも発表した。その時は歌手になりたいと思うよりも、趣味や経験だと考えていた。音楽に関連した仕事をしようと考えたのは韓国に来た後のことで、これが自身の進むべき道だと知った。
笑い声が高いので笑い方が「イルカ笑い」と呼ばれている。本人を表す絵文字はイルカである。誕生日の際にはイルカの人形やクッキーをプレゼントされている。ニックネームはロロ、チョン会長、KH（キングヘッド）。両耳にホクロがある。

### 趣味・嗜好
好きな食べ物はいちごヨーグルト、A5和牛すき焼き。苦手な食べ物はからし（わさび）、ゴーヤ。
ピアノを演奏する。NCT DREAMのコンサート「THE DREAM SHOW」及び「Beyond The DREAM SHOW」では「Best Friend」のピアノ演奏を披露した。
趣味はバスケ、ドラマを見ること、映画鑑賞、さまざまな国の紙幣をコレクションすること。好きなアーティストはブライアン・マックナイト。
バスケが好きで、NBA選手のステフィン・カリーのファン。ステフィン・カリーの誕生日にはNCTの公式ツイッターから誕生日を祝うツイートをしたこともある。2020年8月には、ステフィン・カリー本人がチョンロのツイートに返信した。

### 韓国語
朝鮮語が短時間に上達した理由について、チョンロが朝鮮語を聞き取れなかった時期にメンバーのロンジュンが通訳をしてくれたこと、チソンと朝鮮語でたくさんの会話をしたことを挙げた。そのために朝鮮語を話す際の話し方がチソンと似たという。夢の中に出てくる人物が韓国人であれば朝鮮語を話し、中国人であれば中国語を話す。K-POP歌手を夢見た理由についてEXOを挙げ「K-POPは僕の夢そのもの」とした。

### チョンロラーメン
インスタントラーメンにトマト、老干媽ソース、卵を加えたチョンロラーメンというオリジナルラーメンを作る。普段は中国人の在住者が訪れるソウルの中国食材店では、チョンロラーメンを家で作ろうとした多くの韓国人が中国ラーメンと老干媽ソースを買い求めたという。

### ペット・交友関係
メスのビション・フリーゼを飼っており、名前は「テガル」。
韓国で活動する芸能人の中では、ジュン（SEVENTEEN）、THE 8（SEVENTEEN）、フィリックス（Stray Kids）らと親交がある。

## 作品

### NCT U
| 公開日 | 公開日   | タイトル曲          | 収録アルバム             | ミュージックビデオ |
| ------ | -------- | ------------------- | ------------------------ | ------------------ |
| 2020年 | 10月12日 | Dancing In The Rain | NCT 2020 Resonance Pt. 1 | -                  |
| 2020年 | 10月12日 | From Home           | NCT 2020 Resonance Pt. 1 | From Home          |
| 2020年 | 11月23日 | Raise the Roof      | NCT 2020 Resonance Pt. 2 | -                  |
| 2020年 | 11月23日 | All About You       | NCT 2020 Resonance Pt. 2 | -                  |
| 2020年 | 11月23日 | I.O.U               | NCT 2020 Resonance Pt. 2 | -                  |
| 2021年 | 12月14日 | Birthday Party      | Universe                 | -                  |
| 2021年 | 12月14日 | Vroom               | Universe                 | -                  |
| 2021年 | 12月14日 | Sweet Dream         | Universe                 | -                  |
| 2023年 | 8月28日  | Interlude: Oasis    | Golden Age               | -                  |
| 2023年 | 8月28日  | Kangaroo            | Golden Age               | -                  |
| 2023年 | 12月6日  | Marine Turtle       | -                        | Marine Turtle      |
| 2024年 | 1月11日  | Do It (Let's Play)  | -                        | -                  |

### ミニアルバム
|                               | 発売日                        | タイトル                      | 規格                          | 収録曲                                                          | 表題曲                        |
| SMエンタテインメント レーベル | SMエンタテインメント レーベル | SMエンタテインメント レーベル | SMエンタテインメント レーベル | SMエンタテインメント レーベル                                   | SMエンタテインメント レーベル |
| ----------------------------- | ----------------------------- | ----------------------------- | ----------------------------- | --------------------------------------------------------------- | ----------------------------- |
| 1st                           | 2025年5月5日                  | Lucid                         | デジタル・ダウンロード        | 収録曲 1. Tear Bridge 2. Lucid 3. Cosmic Joke (feat. Bibi Zhou) | Lucid                         |

### ソロアルバム
- 『Tomorrow』
- 『我的翅膀』
- 『乐有你在』

### 劇中歌
- 「活下去爱下去（Live and Love）」 - 中国ドラマ『墨雨云间』エンディングテーマ

### コラボレーション
- 「Best Day Ever」（2018年、ヘチャン、チョンロ、チソン）[24]
- 「Snow Dream 2021」（2021年、イェリ、ヘチャン、チョンロ、チソン、ニンニン）[34]
- 「Where You Are」（2022年、リョウク、オンユ、ドヨン、チョンロ、シャオジュン）

### フィーチャリング
- 「Too Good」（IMLAY、2021年）

### カバー
- d.ear「12월 24일」（2020年12月24日、ドヨン、ジョンウ、ロンジュンと）[64]
- HONNE「free love」（2021年3月28日、クンと）[65]
- Troye Sivan「YOUTH」（2022年10月15日、チソンと）[66]
- 東方神起「Begin ～Again Version～」（2024年5月20日、ロンジュン・ヘチャン・チソンと）[67]

## 出演

### 雑誌掲載
- 『Arena Homme+ Korea』10月号(2018年)
- 『Elle Korea』7月号(2020年)
- 『ELLE idol』表紙 中国初版(2021年)
- 『Arena Homme+ China』6月号(2023年)
- 『Moevir China』年末号(2023年)

### テレビ番組
- 浙江衛星テレビ『听说很好吃3』（2023年9月9日）[68]
- 江蘇省放送テレビ総局『江苏卫视春晚』（2024年1月22日）
- 江蘇省放送テレビ総局『元宵晚會』（2024年2月24日）

### ウェブ番組
- KBS Kpop『リムジンサービス』（2024年3月26日）[69]

### ラジオ番組
- TBS eFM『乐动首尔』 - レギュラーDJ（2020年10月12日 - 2021年9月12日）

### イベント
| 年   | イベント名                      | 開催日  | 開催場所     | 参考   |
| ---- | ------------------------------- | ------- | ------------ | ------ |
| 2019 | SBS MTV『THE SHOW』スペシャルMC | 9月3日  | 韓国・ソウル | [ 70 ] |
| 2023 | Weibo Music Awards              | 9月26日 | 中国・北京   | [ 36 ] |

### スペシャルステージ
- NCT DREAM「Chewing Gum (Chinese Ver.)」- 浙江衛星テレビ『听说很好吃3』（2023年9月、ロンジュンと）
- NCT DREAM「Beatbox (English Ver.)」- 浙江衛星テレビ『听说很好吃3』（2023年9月、ロンジュンと）
- 張傑「这就是爱」- 浙江衛星テレビ『听说很好吃3』（2023年11月、ロンジュンと）
- 東方神起「I believe... (믿어요)」 - 『SBS歌謡大祭典』（2023年12月25日、ドヨン、シャオジュンと）[71]
- 東方神起・SUPER JUNIOR「Show Me Your Love」-「SMTOWN LIVE 2025」（2025年1月、東方神起・SUPER JUNIOR・スホ・チャンヨル・ジャニー・ジョンウ・クン・テン・ウンソク・リョウ・サクヤらと）[72]

## 広告

### アンバサダー
- Chagee（ミルクティー専門店） - ブランド・フレンド

### イメージキャラクター
- 欧亜菲温泉水世界（ウォーターパーク、瀋陽市）

### コラボレーション
- 百度地図（地図検索エンジン、オーディオガイド）

## 受賞歴
- 微博音楽盛典（Weibo Music Awards） - 年度推荐人气艺人荣誉（2023年）[36]